# Wilhelm Eidam
Wilhelm Eidam (* 23. Mai 1908 in Gelnhausen (Hessen); † 10. Juli 1993 ebenda) war ein deutscher Maler und Kunsterzieher.

## Leben
Wilhelm Eidam wuchs in Gelnhausen auf. Nach seinem Abitur 1927 studierte er von 1928 bis 1931 an der Staatlichen Kunstakademie in Kassel und – nach deren Schließung im Zuge der Ausbildungszentralisierung – von 1931 bis 1933 an der Akademie der Künste in Berlin, dort unter anderem bei Max Liebermann. In dieser Zeit unternahm Eidam Studienreisen nach Italien, Istrien, Frankreich und Holland.
Kurz nach seinem Staatsexamen 1933 wurde Eidam als Schüler des jüdischen Malers Liebermann mit einem Berufsverbot belegt. Bis zu seinem Militärdienst verdiente sich Eidam seinen Lebensunterhalt unter anderem als Kopist am Städelschen Kunstinstitut in Frankfurt am Main und als Berufsberater in Wetzlar. 1939 heiratete er Else Bödicker (* 6. Mai 1914). 1941 kam sein erster Sohn, Gerd, auf die Welt.
Im darauf folgenden Jahr musste Eidam seinen Militärdienst antreten. Nach mehreren Verletzungen im Krieg gegen die Sowjetunion wurde er in das Kloster Sankt Ottilien am Ammersee verbracht. Wieder genesen wurde Eidam zunächst am Mittelmeer im Grenzgebiet zwischen Frankreich und Spanien eingesetzt, danach sollte seine Einheit in die Normandie verlegt werden. Bei dem Angriff britischer Flugzeuge auf den Transportzug in der Bretagne südlich der Linie Nantes – Angers am 9. Juli 1944 verlor Eidam seinen rechten Arm und seinen rechten Fuß. Bereits im Lazarett begann der ursprüngliche Rechtshänder mit der linken Hand zu schreiben, zu zeichnen und zu malen. Während seines Lazarettaufenthaltes und der sich daran anschließenden Kriegsgefangenschaft porträtierte er 89 Personen – Ärzte, Pfleger, Schwestern, Pfarrer und Aufseher – und tauschte die Bilder gegen Zigaretten und Nahrungsmittel für seine Mitgefangenen ein.
Bei der Zerstörung Hanaus durch britische Bombenangriffe 1945 kamen Eidams Schwiegereltern und seine Schwägerin Kläre ums Leben. Mit ihnen verbrannte ein Großteil seiner eigenen Werke aus der Vorkriegs- und Kriegszeit sowie Skizzen, die ihm sein Lehrer Max Liebermann während des Studiums überlassen hatte.
Nach seiner Rückkehr aus der französischen Kriegsgefangenschaft arbeitete Eidam ab 1947 als Kunsterzieher an der Grimmelshausenschule (Gymnasium) in Gelnhausen. In demselben Jahr wurde sein zweiter Sohn, Ulrich, geboren. Bis zu seiner Pensionierung unternahm Eidam Studienreisen unter anderem nach Italien, Spanien, Nordafrika, Frankreich, Holland und Belgien. Seine Gemälde wurden in zahlreichen Ausstellungen im In- und Ausland präsentiert.
Am 10. Juli 1993 starb Eidam in seinem Elternhaus in Gelnhausen.

## Werk
Eidams Werk umfasst mehr als 1.000 Gemälde und Aquarelle.